# Xaver Frick
Xaver Frick (Balzers, 22 de febrero de 1913 - 10 de junio de 2009) fue un atleta olímpico y un esquiador de fondo de Liechtenstein.

## Carrera deportiva
Frick compitió en la carrera de velocidad durante los Juegos Olímpicos de 1936 realizados en Berlín y en esquí de fondo en la Juegos Olímpicos de Invierno de 1948 en St. Moritz. Frick es el único atleta de Liechtenstein en haber competido en los Juegos Olímpicos de Verano e Invierno.

## Carrera en asociaciones deportivas
Frick fue un miembro fundador de la Asociación de Deportes Nacionales y el primer Comité Olímpico Nacional de Liechtenstein. Tras la fundación del Comité en 1935, Frick ejerció como secretario de este. Más tarde encabezó el Comité Olímpico como presidente desde 1963 hasta 1970.
Frick sirvió como el primer presidente de la Federación de Atletismo del Liechtenstein, por 35 años. Además, Frick sirvió en el consejo de administración de varias otras organizaciones de Liechtenstein, que incluyen el Club de Alpinismo, el Club de Gimnasia, y el Club de Esquí de Balzers.

## Condecoraciones
En 2003, fue condecorado con un Laurel Dorado del Gobierno por Méritos Especiales al Deporte de Liechtenstein.
Frick murió el 10 de junio de 2009, a la edad de 96 años.